# UTC+05:00
Giờ UTC+5 tương xứng các vùng thời gian sau:
- Giờ chuẩn Pakistan
- Giờ chuẩn Tây Á.
- Giờ Yekaterinburg tại Nga
- Giờ UTC+5 ở các nước khác.

## Có một múi giờ, không có giờ tiết kiệm ánh sáng ngày
- Maldives
- Pakistan
- Tajikistan
- Uzbekistan

## Có một múi giờ, có giờ tiết kiệm ánh sáng ngày
- Armenia theo giờ tiết kiệm ánh sáng mùa hè
- Turkmenistan theo giờ chuẩn

## Nhiều múi giờ
- Nga
- Kazakhstan phần phía tây - Atyrau, Aktau, Aktobe, Uralsk